# コミュニティ・ヘルス・ワーカー
コミュニティ・ヘルス・ワーカー （community health workers：CHW）はプライマリ・ヘルス・ケアを医療者に代わって提供するために選任されるコミュニティのメンバー。
ビレッジ・ヘルス・ワーカー（Village Health Workers：VHW）や単にヘルス・ワーカーあるいは市民健康アドバイザーとも呼ばれる。
アフリカ・サハラ砂漠南部を中心にして、多くの発展途上国では医療者が深刻に不足している。しかし、現状の医師や看護師の養成では、国内外の住民の移動、エイズその他による死、低労働力や人口増加といった課題に充分な対応が難しい。コミュニティ・ヘルス・ワーカーは限られた量のトレーニングで、多くの人に基本的で安全で高効率なプライマリケア・サービスを提供することをコンセプトとしている。プライマリケアを医療者からコミュニティ・ヘルス・ワーカーに「権限委譲」することで、合理的な負担で大量の人数の健康増進が可能になっている。 

## 歴史
科学的医療は数千年の時間の中でゆっくりと進歩し、ここ150年で急速な進歩をした。医学の歴史 大学による医師の養成が進むことによって、課程を修めた医師の数が増えたこと、医学の専門組織の数も増えたこと、医師の収入や政治的発言力を高められたことの結果として、免許制という概念が生まれた。免許制は医療の質を高めることに貢献したが、同時にサービス提供者の数を減らすことになった。
1940年代の中国はこの問題に直面した。当時の首席・毛沢東は、農村から互選で選ばれた数十万の農民に初歩的なトレーニングを施し、農業人民公社における医療や衛生の業務にあたらせる政策をとった（赤脚医生＝裸足の医者）。専門的訓練を受けた医療者の充足に伴って、この政策は1981年に農業コミューンの終了と共に廃止された。
ブラジルは1990年代に「家族健康政策」として、多数のコミュニティ・ヘルス・ワーカーの養成を行った。1990年に1000人あたりおよそ50だった乳児死亡率が2002年には29.2まで向上した。
米軍統治下の日本でも、公衆衛生看護婦（公看）制度が定められていた。

## 取り組みの広がり
健康問題の多様化に伴って、中国・ブラジル・イランといった大規模実施国以外でも、多くの国が小さな規模・レベルでのコミュニティ・ヘルス・ワーカーの導入をしている。

## 現状
医療への負担とアクセスが世界規模の課題である。発展途上地域では特に顕著で、ミレニアム開発目標を達成するには、アフリカでは医療提供者が100万人増える必要がある。医師は少なく都市部に集中している。ウガンダでは70%を超える医師と、40%を超える看護師とmidwivesが、わずか人口12%の都市部で従事している。医学教育には時間と資金を要する。目標達成には、アフリカは300の医学部と合計3兆円以上の学費が必要で、これには20年以上が必要だろう。多くの国では医師と看護師の給与はエンジニアや教師に比べて低い。優秀な若手医療者がmore lucrative opportunitiesのために離職している
コミュニティ・ヘルス・ワーカーはこの問題に対するひとつの解決策になっている。 
コミュニティ・ヘルス・ワーカーの立ち位置として重要なのは、医療的な助けを必要としてるコミュニティの一員であり、コミュニティにより選ばれている点である。これは、彼らがコミュニティに簡単に受け入れられ、また自然にその文化を分かっている、ということを意味している。多くの国が公的な医療制度でデザインされているので、This is crucialである。アフリカ・南サハラでは家の外ではケアを探さない人が、家のある最貧民層では53%に及ぶ。
まだ課題は多く残されている。採用・トレーニング・役割・報酬・知識の担保・専門能力の向上などである。